# جان سلی
جان سلی (انگلیسی: John Salley؛ زادهٔ ۱۶ مهٔ ۱۹۶۴) یک بازیکن بسکتبال اهل ایالات متحده آمریکا است.

## گزیده فیلمشناسی
از فیلم‌های معروف او می‌توان به بازی در فیلم پسران بد و پسران بد ۲ اشاره کرد.